# كلية الطب بالدوادمي
كلية الطب بالدوادمي هي إحدى كليتي الطب بجامعة شقراء وهي تتبع النظام التعليمي الطبي الحديث (التعلم بحل المشكلات )(بالإنجليزية: problem based learning) وهو النظام الذي تتبعه الكليات الرائدة في مجال الطب، وتتطلع الكلية للريادة في التعليم الطبي المتميز الذي يسهم في تخريج أطباء من الكوادر الوطنية القادرة على تقديم أفضل الخدمات الصحية لأبناء الوطن، أطباء يتمتعون بحس الإبداع في المجال المهني والأخلاقي والبحثي قادرين على المنافسة على المستويين المحلي والدولي. أنشئت الكلية بأمر ملكي في عام 1432 هـ وبدأت باستقبال أول دفعة بالسنة التحضيرية عام 1434 هـ

## مذكرة التعاون مع جامعة القصيم
بحضور وزير التعليم الدكتور أحمد بن محمد العيسى، وقع مدير جامعة شقراء ومعالي مدير جامعة القصيم يوم الخميس 18 رمضان 1437هـ، مذكرة تعاون مشترك تتعلق بالتعليم الطبي والعلوم الطبية الأساسية وتبادل الخبرات والاستفادة من مراكز التدريب لدى الجامعتين، وبالتالي فإن :
1-أعضاء هيئة التدريس بكلية الطب بجامعة القصيم يشاركون بإلقاء المحاضرات في كلية الطب بالدوادمي .
2- المناهج، الاختبارات ,التقييم جميعها موحدة بين كلية الطب بجامعة القصيم وكلية الطب بالدوادمي